# Mads Fenger
Mads Fenger Nielsen (Aarhus, 10 settembre 1990) è un calciatore danese, difensore dell'Horsens.

## Carriera
Fenger ha esordito ufficialmente con il Randers nella stagione 2008-2009, collezionando tre presenze. Durante la stagione 2009-2010, ha formato una solida coppia difensiva centrale con Anders Egholm, contribuendo al raggiungimento della salvezza nonostante il club fosse sotto la linea della retrocessione di 13 punti a metà stagione. La squadra si è classificata al decimo posto, evitando la retrocessione in una delle stagioni più drammatiche nella storia del club. Nella stagione successiva, Fenger ha giocato 16 partite di campionato, ma il Randers ha faticato a confermare i risultati dell’anno precedente, finendo all’undicesimo posto e retrocedendo in 1. Division.
Nonostante la retrocessione, Fenger è rimasto al club e ha avuto un ruolo chiave nel ritorno immediato in Superligaen, contribuendo con 25 presenze alla seconda posizione del Randers nell'edizione 2011-2012 del campionato cadetto. L'anno successivo è stato un elemento centrale della difesa, giocando 32 partite di campionato e aiutando la squadra a raggiungere il terzo posto, il miglior risultato nella storia del club, oltre alla finale della Coppa di Danimarca, persa 0-1 contro l'Esbjerg. Nella stagione 2014-2015, è stato nominato vice capitano e ha giocato 32 delle 33 partite di campionato, con il Randers che ha concluso al quarto posto. Il 16 agosto 2015 ha raggiunto le 200 presenze con il club, diventando il secondo giocatore nella storia del Randers a toccare questo traguardo. Nel marzo 2016 è stato promosso capitano e ha lasciato la squadra al termine della stagione 2016-2017, detenendo il record di presenze con 262 partite ufficiali.
Nel febbraio 2017, Fenger ha firmato un pre-contratto con gli svedesi dell’Hammarby, accordo dal luglio dello stesso anno. Ha debuttato il 17 luglio in una sconfitta per 3-0 contro l’Elfsborg, diventando rapidamente un titolare fisso in difesa accanto al connazionale Bjørn Paulsen. Tuttavia, dopo dieci presenze, ha subito un grave infortunio all'inguine in una partita contro l’IFK Göteborg, che lo ha costretto a un intervento chirurgico e a saltare il resto della stagione. Nel 2018 è tornato in campo, disputando 18 partite di campionato e segnando il suo primo gol con un calcio di punizione nella vittoria per 4-2 contro il Brommapojkarna. Nel 2019 ha collezionato 23 presenze, contribuendo al terzo posto finale dei biancoverdi, che hanno concluso la stagione con otto vittorie consecutive. Il 24 dicembre ha rinnovato il contratto fino al 2023.
Nel 2020, in una stagione posticipata a causa della pandemia di COVID-19, Fenger ha giocato 28 partite di campionato e ha partecipato alle qualificazioni di Europa League, con l’Hammarby eliminato al secondo turno dal Lech Poznań. Il 30 maggio 2021 ha vinto la Coppa di Svezia dopo una finale decisa ai rigori contro l'Häcken, nella quale ha trasformato il proprio tentativo. Nel 2021 ha anche disputato tutte le gare di qualificazione all'Europa Conference League, con la squadra eliminata ai rigori dal Basilea dopo un pareggio complessivo di 4-4. Il 23 settembre ha raggiunto le 100 presenze in campionato con l’Hammarby e ha chiuso la stagione con 29 apparizioni. Il 26 maggio 2022 ha giocato la finale della Coppa di Svezia, persa ai rigori contro il Malmö FF, e ha disputato 26 partite di campionato, segnando un gol e contribuendo al terzo posto della squadra in classifica.
Nel 2023 è stato nominato vice capitano e il 3 novembre ha rinnovato il contratto per altri due anni. Ha chiuso la stagione con 23 presenze, con l’Hammarby che si è classificato settimo. Nell'Allsvenskan 2024, complici alcuni problemi fisici, ha disputato solo 13 partite, nel frattempo i biancoverdi hanno concluso il torneo al secondo posto. A fine stagione, nonostante un anno di contratto rimanente, è stato reso noto che Fenger avrebbe lasciato il club dopo una permanenza durata sette anni.
Il 13 dicembre 2024 è stato annunciato il suo ritorno in Danimarca con il trasferimento all’Horsens, valido dal 1º gennaio 2025.

## Palmarès

### Club

#### Competizioni nazionali
- Coppa di Svezia: 1

Hammarby: 2020-2021